# Emphysemastix image
Emphysemastix image är en mångfotingart som beskrevs av Hoffman 2005. Emphysemastix image ingår i släktet Emphysemastix och familjen Gomphodesmidae. Inga underarter finns listade i Catalogue of Life.